# Louis Métezeau
Pour les articles homonymes, voir Métezeau.
Louis Métezeau ou Métézeau, né vers 1560 à Dreux, dans l'actuel département français d'Eure-et-Loir, et mort en 1615 à Paris en Île-de-France, est un architecte du roi de France, d'une grande famille d'architecte sous Henri IV, la Régence et Louis XIII.

## Biographie

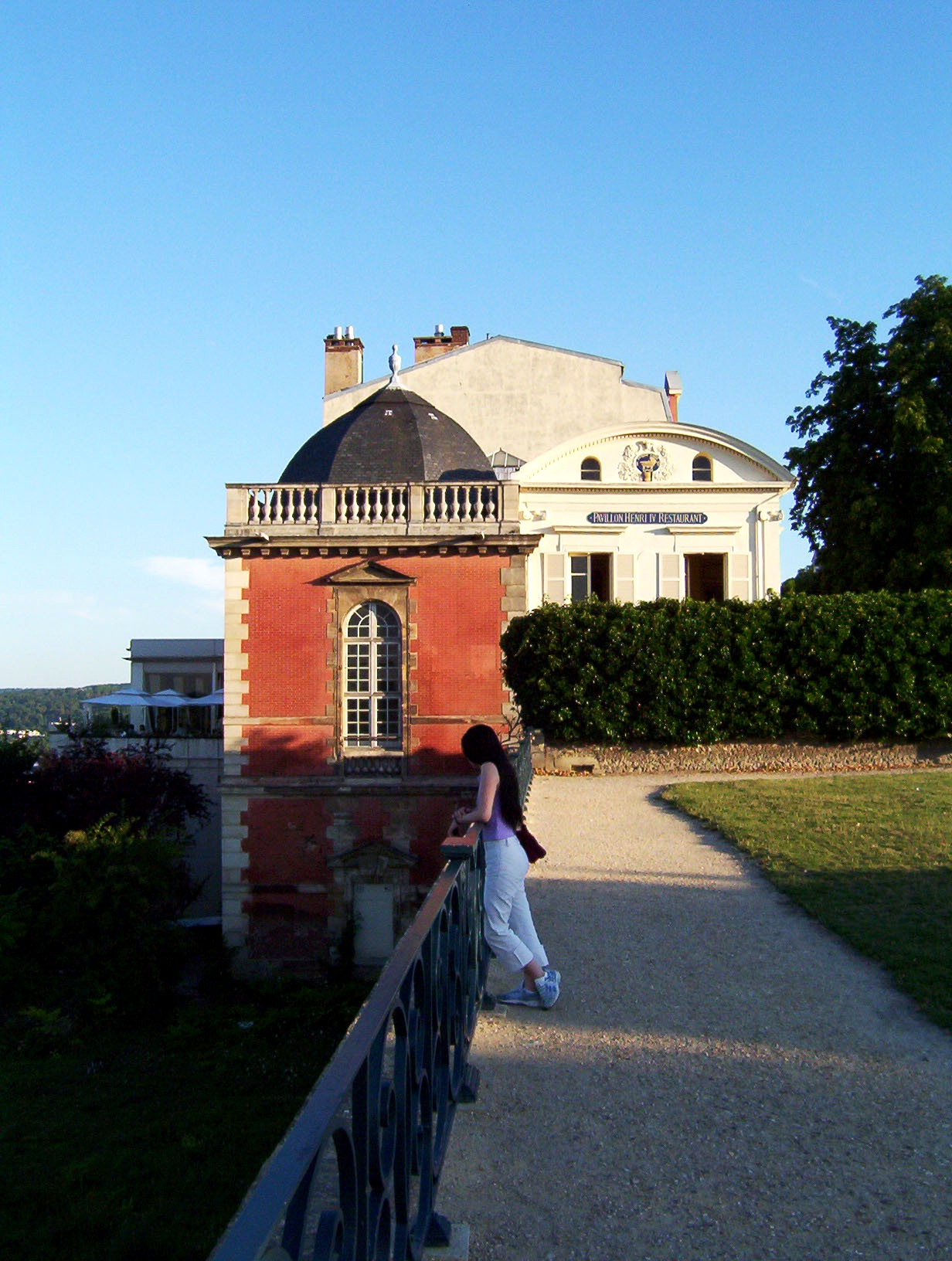
Pavillon Henri IV, terrasse de Saint-Germain-en-Laye.

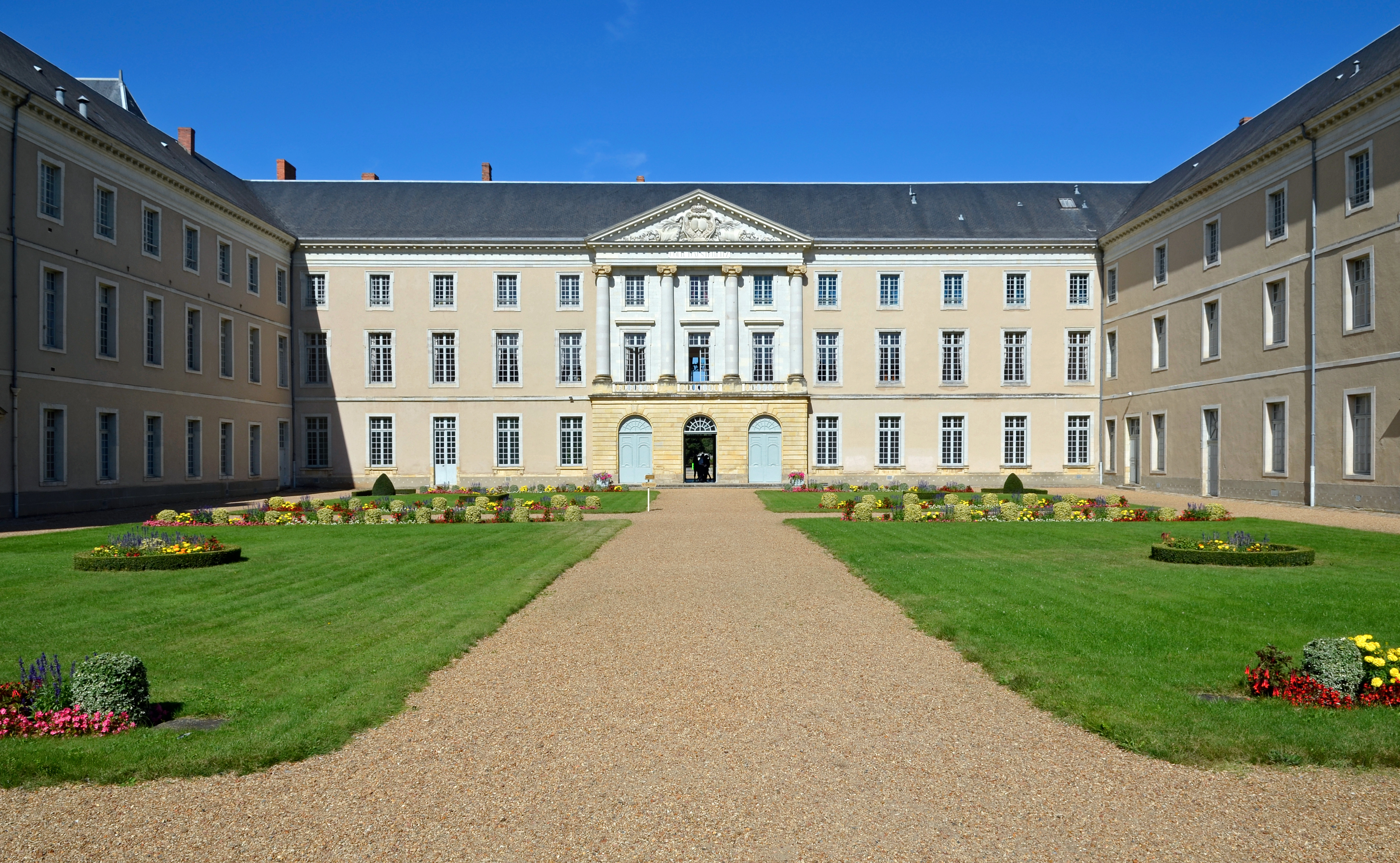
La Flèche, l'ancien collège jésuite.

Louis Métezeau (1560–1615) est le petit-fils de Clément Métezeau, fils de Thibault Métezeau, frère de Clément II Métezeau et neveu de Jean Métezeau.
Jean de Fourcy, intendant des bâtiments du roi, qui se méfie de Jacques II Androuet du Cerceau, le nomme architecte des bâtiments du roi en 1594
On lui attribue un projet paysager remarquable de jardins en terrasses pour Saint-Germain-en-Laye vers 1594 qui nous renseigne sur le rapport entre commanditaire et architecte :

« Il existait à Saint-Germain-en-Laye un château reconstruit en partie par François Ier où Henri IV prenait plaisir à se rendre car, étant situé près de Paris, il pouvait s’y rendre dans la journée pour chasser ou prendre l’air. À partir de 1594, ses séjours sont plus fréquents, car un nouveau projet architectural a germé dans son esprit. Plutôt que le château, Henri s’intéresse à une petite annexe construite par Henri II au bord d’une terrasse surplombant la Seine. Le site est admirable et la vue est magnifique. Henri entend agrandir ce pavillon et en faire un véritable lieu de résidence : ce sera le château neuf de Saint-Germain, dont il ne reste malheureusement que des vestiges aujourd’hui.
Les travaux sont donc entamés en 1594, lorsque l’architecte Louis Métezeau est nommé « Ordonnateur des bastiments neufs de Saint-Germain ». La façade du pavillon d’Henri II regardant la Seine est agrandie de deux galeries, celles du Roi et de la Reine, et la Grande salle est surélevée d’un étage. Pour rattraper les 65 mètres de dénivelé et une perspective large de plus de 250 mètres, les jardins sont aménagés en sept terrasses agrémentées de parterres de buis et reliées par un système de rampes et de galeries. Saint-Germain, nouvelle Tivoli ou nouvelle Babylone, où les jardins suspendus sont ornés de fontaines et où l’on a aménagé des grottes artificielles peuplées d’automates qui s’animent grâce au talent de l’ingénieur hydraulicien italien, Tommaso Francini.
À l’intérieur le décor est confié aux peintres Louis Poisson et Toussaint Dubreuil. Le premier réalise à partir de 1596 des vues des villes du monde entier (Venise, Prague, Jérusalem…) alors que le second signe le décor de la galerie de la Reine d’après La Franciade de Ronsard et Les Métamorphoses d’Ovide.
Henri IV aime se rendre sur le chantier et converser avec les artistes et les artisans qui le peuplent. D’autres raisons l’y poussent. À partir de 1604, il réunit au château vieux tous ses enfants, légitimes ou non. Ainsi, au fil des ans, ils ne sont pas moins d’une quinzaine, logés et élevés ensemble sous la houlette de Madame de Monglat et au grand désespoir de Marie de Médicis. Les travaux s’achèvent finalement en 1608-1609 et le résultat fait l’admiration de tous les visiteurs. En 1610, Le Mercure françois peut sans exagération faire du château neuf de Saint-Germain, l’une des cinq merveilles du royaume. »

C'est aussi lui qui réalise les plans du collège jésuite de La Flèche qui porta le nom de Henri IV (actuel Prytanée national militaire).
Son œuvre la plus mondialement connue, mais dont la renommée a occulté son créateur, est la conception de la place royale consacrée à Louis XIII (actuelle place des Vosges) à Paris. Il est vrai que les autres architectes appelés sur le projet furent plus célèbres Jacques II Androuet Du Cerceau, Le Vau, Le Brun, Mignard. Le rôle de chacun reste à préciser encore que la signature de l'artiste individuel n'était alors qu'un anachronisme, dominé par la volonté du roi.
Il est chargé de la construction de la partie est de la Galerie du bord de l'eau du Palais du Louvre, réalisée entre 1595 et 1610, et prolongée par Jacques II Androuet du Cerceau.

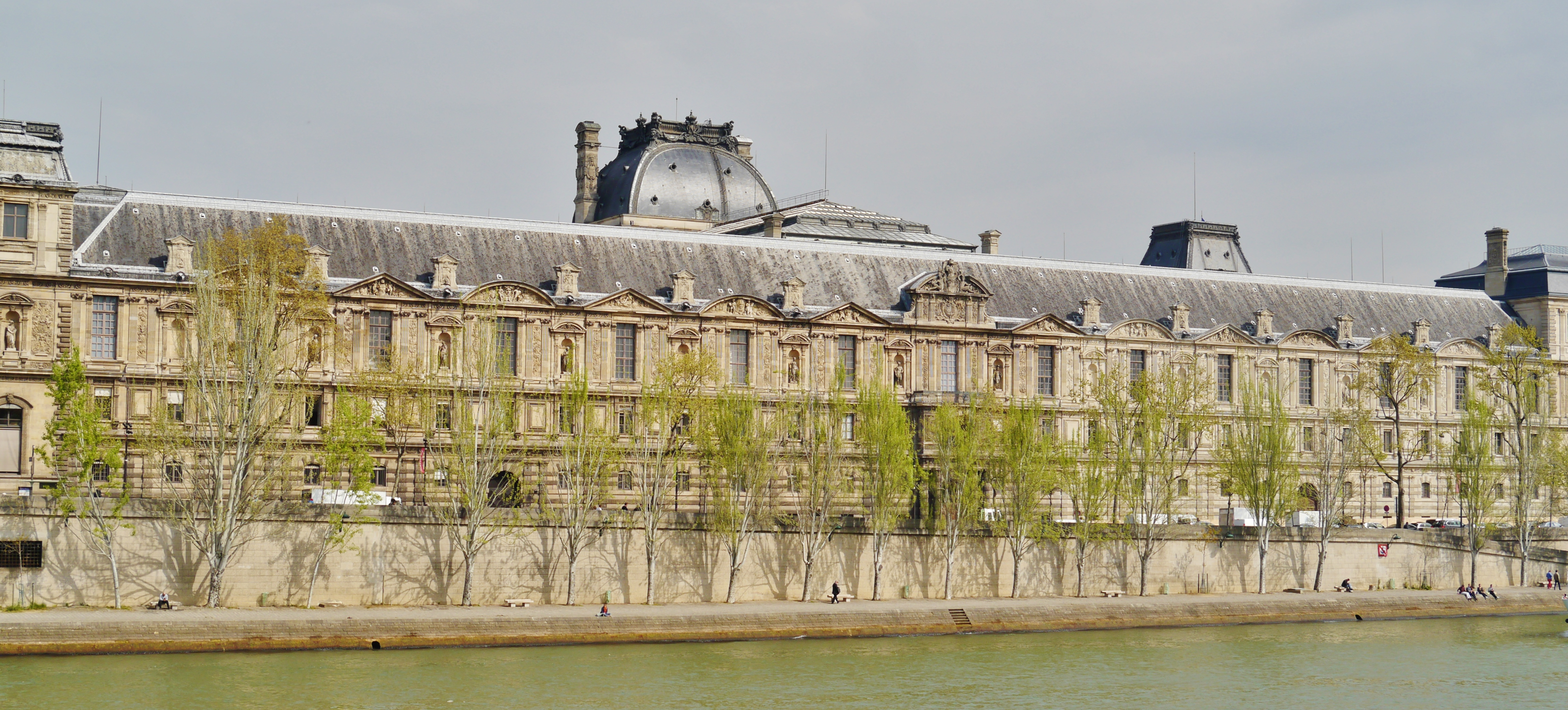
Partie Est de la Galerie du bord de l'eau (1595-1610), Palais du Louvre, Paris.

Métezeau a probablement été impliqué dans la construction du palais du Luxembourg pour Marie de Médicis : elle pourrait l'avoir envoyé à Florence en 1611 pour dessiner le Palazzo Pitti, qui a servi de modèle au style de la Régence.
L'hôtel d'Almeyras lui est aussi attribué, ainsi qu'un lien avec les Antiquités Nationales actuelles (rapport à établir).

## Œuvres[2]

### Sources certifiées d'après les connaissances actuelles
- Après 1585 : Plans de l'hôtel d'Angoulême (actuel hôtel Lamoignon) pour Diane de France. (autre architecte: Nicolas Jacquet)
- 1595 : Construction du pavillon du Salon Carré d'un seul étage (salle des Ambassadeurs puis salle des Antiques puis salle d'Auguste) du Louvre.
- 1595-1609 : Construction de la partie est de l'aile de la Grande Galerie du Louvre dite Galerie du bord de l'eau.
- 1601 : Dessins de cheminées pour Jean de Fourcy.
- 1606 : Dessins de cheminées pour le roi Henri IV. (illustrations à insérer)
- 1607 : Plans de la place Dauphine sur l'île de la Cité (attribution sans preuve)

Il habite aux galeries du Louvre avec son frère.
Dessins de lambris pour l'appartement de la reine au Louvre
- 1608 : Décoration de la salle des Antiques du Louvre.
- 1610 : Étude de décorations pour l'entrée solennelle de Marie de Médicis à Paris
- 1611 : Construction de l'hôtel d'Almeyras au 30 rue des Francs-Bourgeois à Paris

Fait un voyage à Florence sur l'ordre de Marie de Médicis qui voulait construire le palais du Luxembourg en s'inspirant du palais Pitti
- 1613 : Dessins de cheminées pour le sieur Lalann

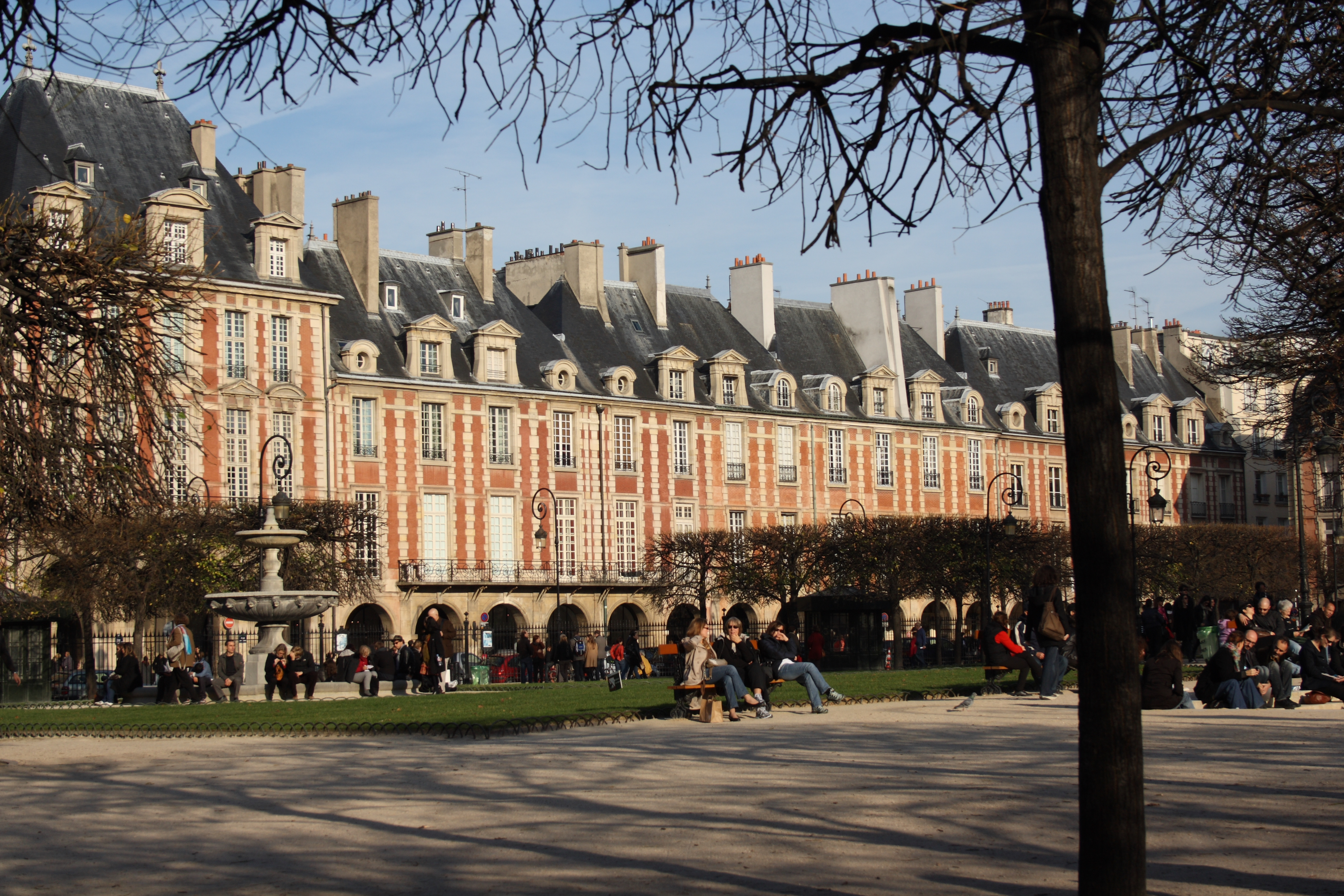
Paris, place des Vosges.
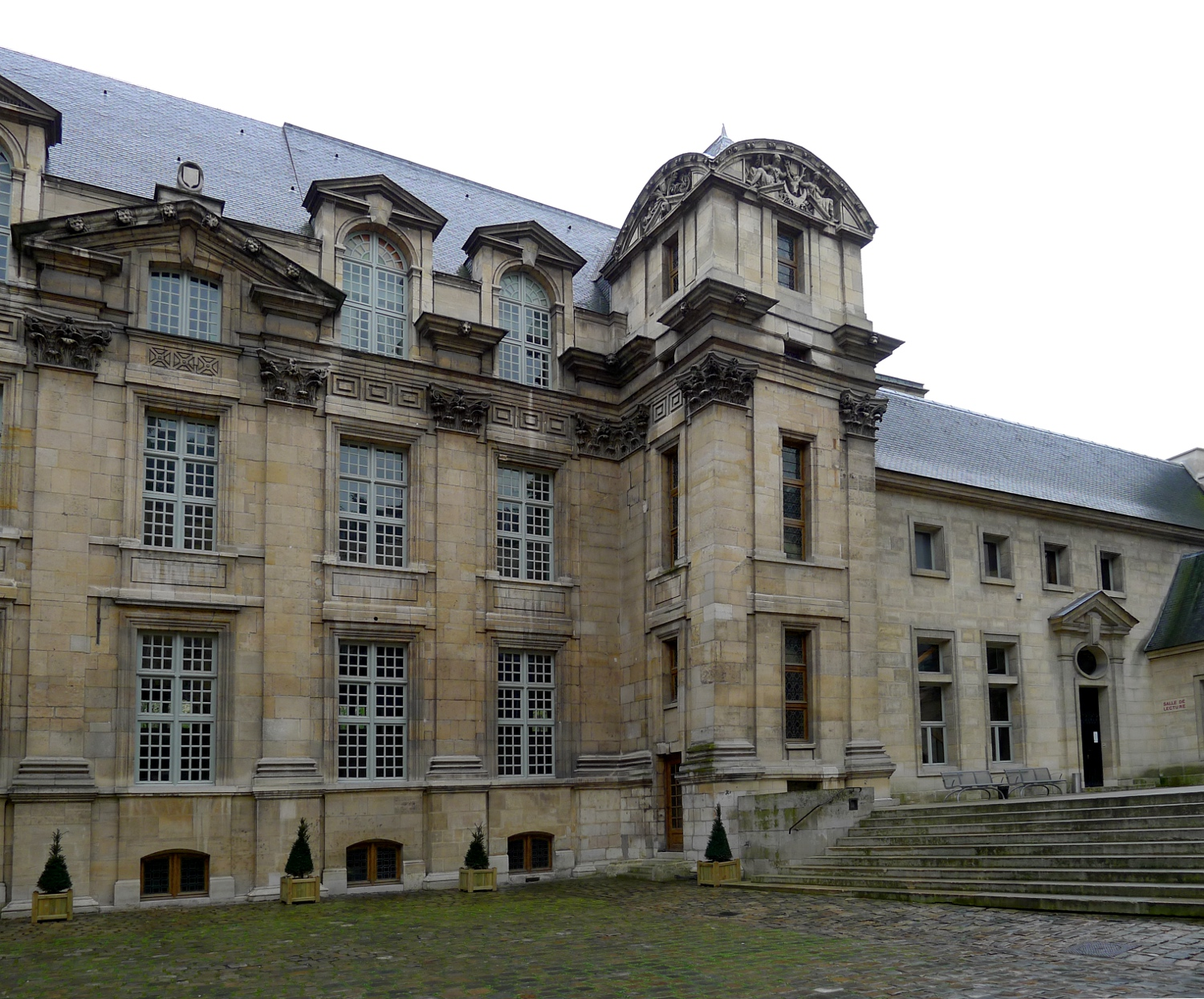
Paris, hôtel d'Angoulème.
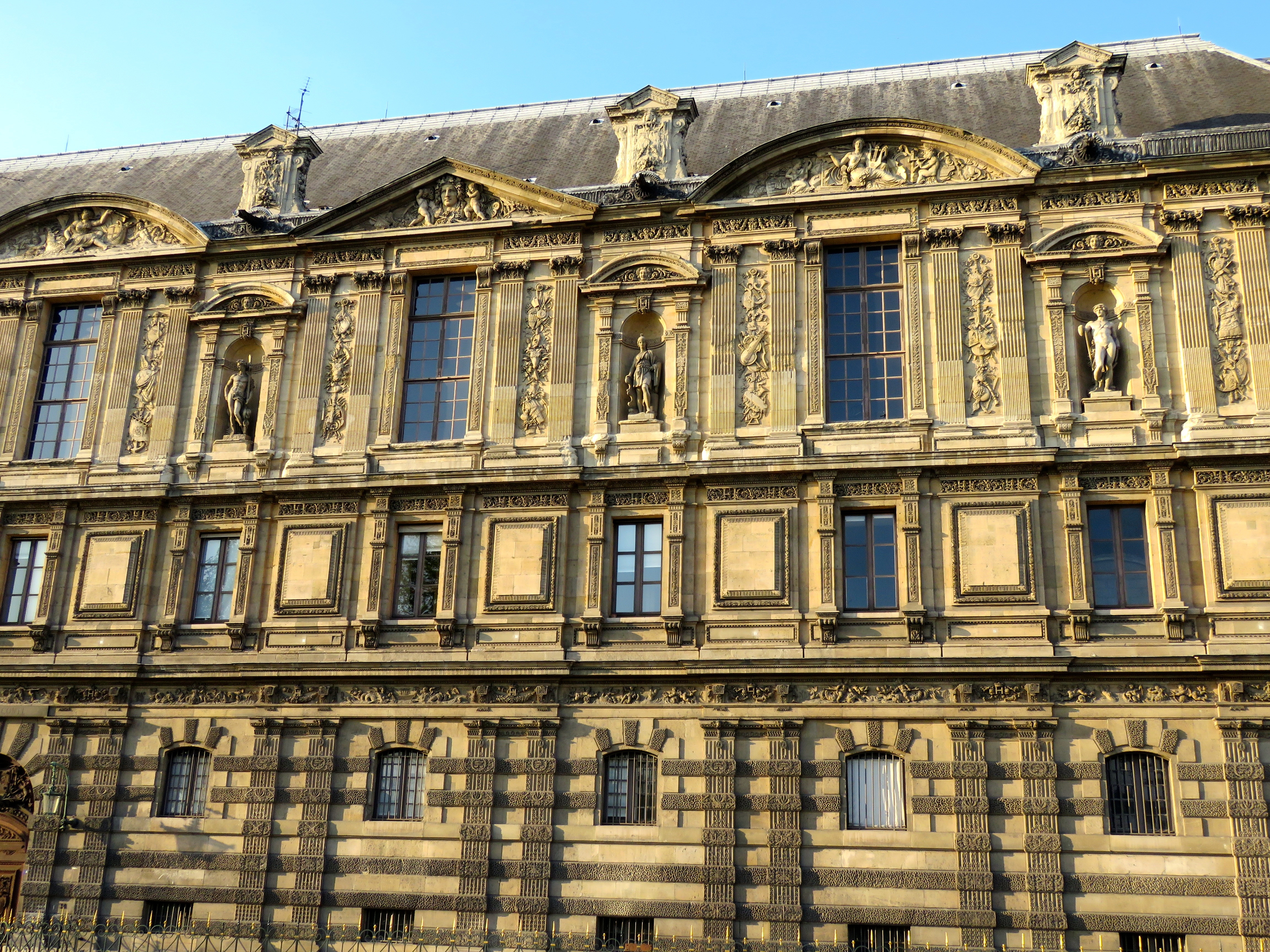
Partie de la Galerie du bord de l'eau (1595-1609), au Louvre.
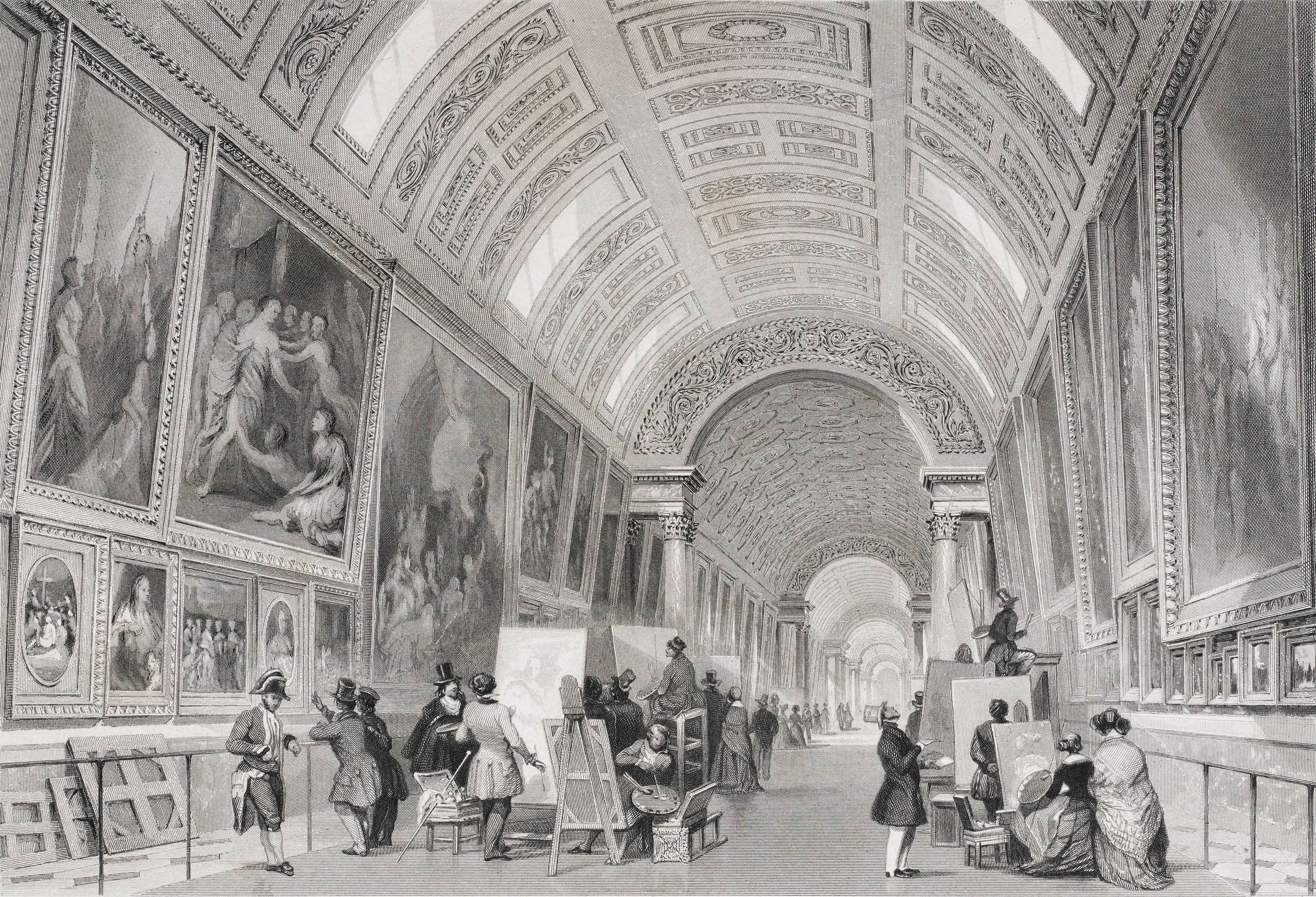
Intérieure de la Galerie du bord de l'eau.
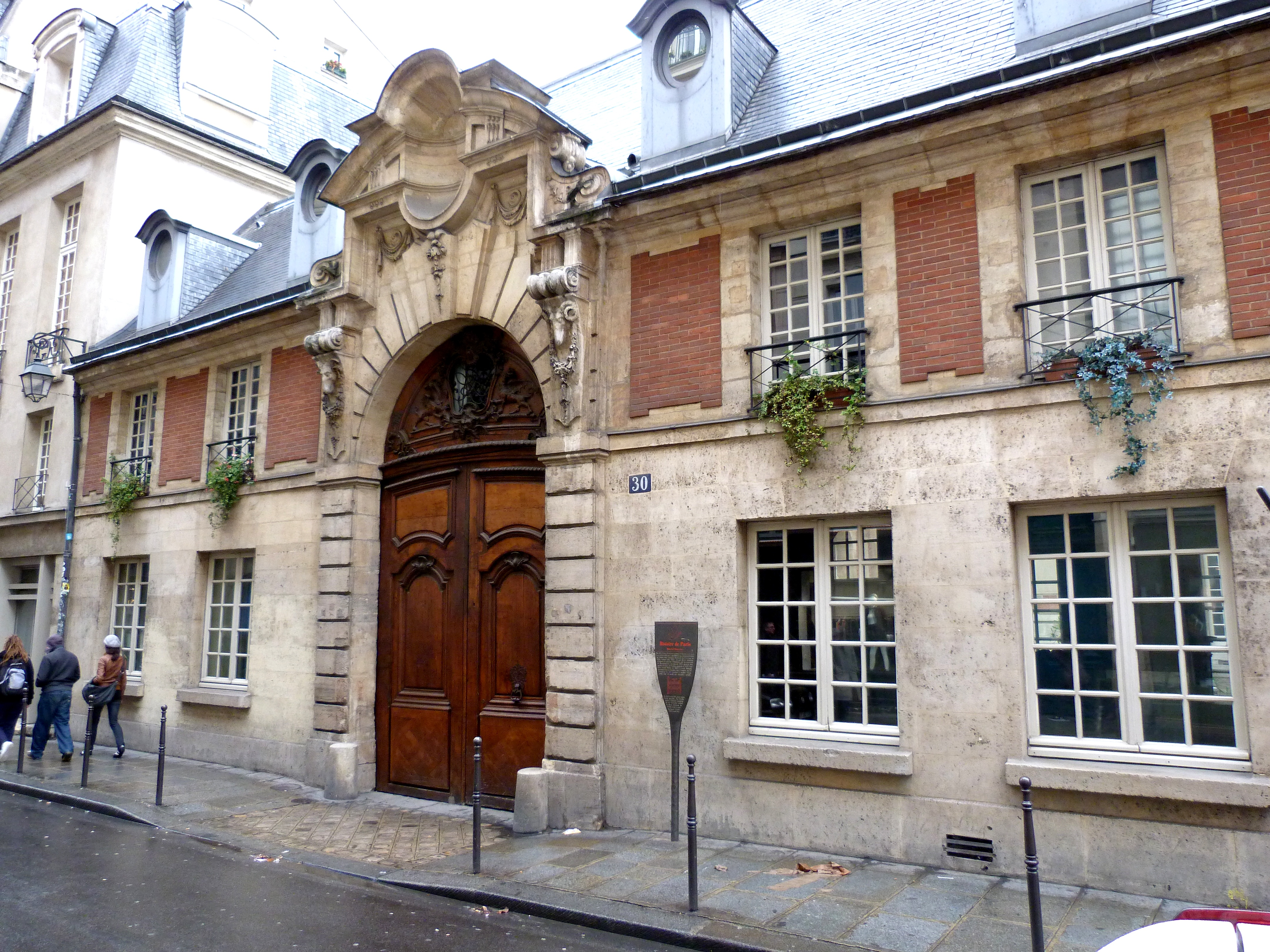
Hôtel d'Almeyras (de Fourcy), Paris 4e.

### Autres attributions signalées
- 1615 : palais du Luxembourg (au stade conception) architecte-entrepreneur Salomon de Brosse (démissionnaire en 1624)
- Place des Vosges - il doit s'agir de l'hôtel d'Angoulême
- Place ducale de Charleville-Mézières (confondu ou avec son frère Clément II)
- Collège jésuite de La Flèche (à confirmer)

## Analyse stylistique
Représentatif du style Henri IV, on y trouve le rapport entre briques rouges et pierres claires, aux structurations verticales marquées.
Mais se précise dans le travail de Louis Métézeau une préférence pour l'expression affirmée des masses, structurées en croisement des verticales et les allèges horizontales comme les châteaux Tudor à l'Hôtel d'Angoulème, en deux registres à l'hôtel d'Almeyras, en amortissement massif au Collège de jésuite.
De cette clarté des volumes, les effets baroques, frontons fragmentés, volutes , mascarons , issus de la culture de la Renaissance, émergent avec une force renouvelée.

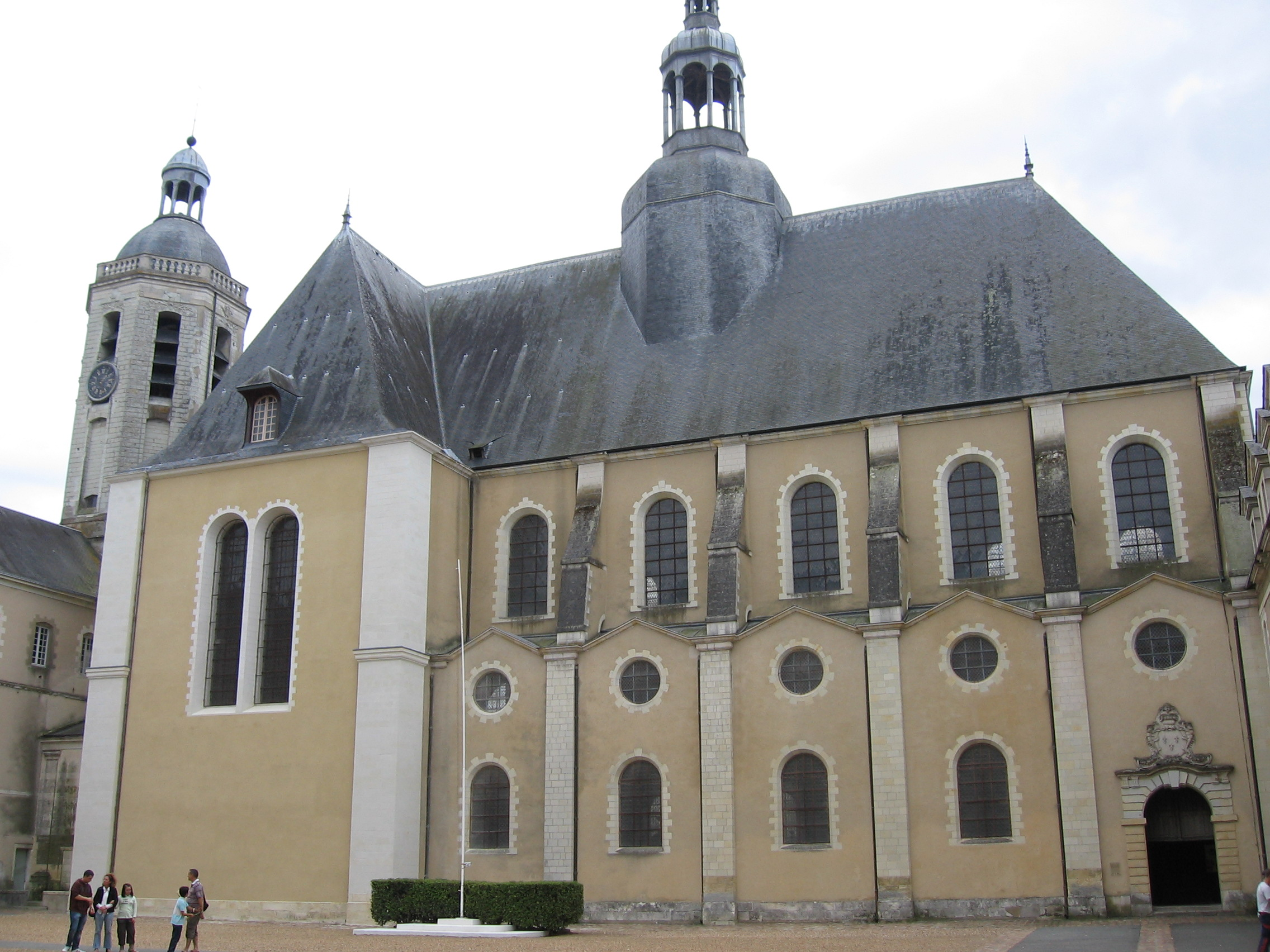
Église Saint-Louis de l'ancien collège jésuite de la Flèche.